# Pettyes fürjhangyászmadár
A pettyes fürjhangyászmadár (Hylophylax naevioides) a madarak (Aves) osztályának verébalakúak (Passeriformes) rendjébe és a fazekasmadár-félék (Furnariidae) családjába tartozó faj.

## Rendszerezése
A fajt Frédéric de Lafresnaye francia ornitológus írta le 1847-ben, a Conopophaga nembe Conopophaga naevioides néven.

## Alfajai
- Hylophylax naevioides capnitis (Bangs, 1906)
- Hylophylax naevioides naevioides (Lafresnaye, 1847)
- Hylophylax naevioides subsimilis Todd, 1917[2]

## Előfordulása
Costa Rica, Honduras, Nicaragua, Panama, Kolumbia és Ecuador területén honos. Természetes élőhelyei a szubtrópusi és trópusi síkvidéki esőerdők. Állandó nem vonuló faj.

## Megjelenése
Testhossza 10,5–11,5 centiméter, testtömege 16–18,5 gramm.
|  |  |

## Életmódja
Rovarokkal táplálkozik, de valószínűleg más ízeltlábúakat is fogyaszt.

## Természetvédelmi helyzete
Az elterjedési területe rendkívül nagy, egyedszáma viszont csökken, de még nem éri el a kritikus szintet. A Természetvédelmi Világszövetség Vörös listáján nem veszélyeztetett fajként szerepel.